# Hijam Irabot
Hijam Irabot (20 de setembre 1896 a 26 de setembre de 1951) fou un líder nacional de Manipur.
Tot i de família pobre es va casar amb Rujkumari Khomdonsana Devi, filla del Chadrahas Singh (fill gran del maharajà Churachandra Singh).
El 30 de maig de 1934 va formar el Nikhil Hindu Manipuri Mahasabha com organització de masses nacional (presidida pel maharajà), i el 1937 fou elegit secretari general del Manipur Sahitya Parishad essent reelegit el 1938. El 30 de desembre de 1938 fou elegit president del Nikhil Hindu Manipuri Mahasabha però el 15 de febrer de 1939 fou declarat il·legal pel Darbar (assemblea nacional)
El 7 de gener de 1940 va fundar el Manipur Praja Sammeloni, però fou arrestat dos dies després i empresonat. A la presó es va convertir al marxisme-leninisme. Alliberat va ser present al congrés del Partit Comunista de l'Índia a Bombai el maig i juny de 1943. Altre cop empresonat el 1944, fou alliberat el gener de 1945, però fou expulsat de Manipur i va anar a Assam on va treballar al front camperol del Partit Comunista de l'Índia.
El 1946 va tornar a Manipur i va formar el partit Manipur Praja Mandal (abril de 1946)i va assistir a les reunions del restablert Nikhil Manipuri Mahasabha però en fou expulsat sota l'acusació de ser membre del Partit Comunista de l'Índia. Llavors el Manipur Praja Sammeloni i el Manipur Praja Sangha es van fusionar per esdevenir la representació del Congrés a Manipur. El Manipur Praja Sangha i el Manipur Krishak Sabha es van retirar de la convenció i el Nikhil Manipuri Mahasabha va ser dissolt i amb els dos partits units poc abans (Manipur Praja Sammeloni i Manipur Praja Sangha) es van formar el Manipur State Congress.
L'11 de juny de 1948 es van celebrar les primeres eleccions a l'assemblea, per 53 escons. Irabot va aconseguir un escó per la circumscripció de Utlou. Llavors es va proposar la formació de l'estat de Purbachal Pradesh (Manipur, Tripura, Cachar Hills i Lushai Hills) i Irabot s'hi va oposar. Els partits Manipur Praja Sangha i Manipur Krishak Sabha que li donaven suport i eren marcadament nacionalistes foren il·legalitats.
El 23 d'agost de 1948 es va formar el Partit Comunista de Manipur però fou clausurat immediatament i Irabot va formar un nou partit comunista de Manipur a la clandestinitat el 29 d'octubre de 1948 i el 1949, després de la incorporació de l'estat a Índia, va passar a la lluita armada.
Irabot va morir en la lluita el 26 de setembre de 1951.